# 1824

## Събития
- Петър Берон отпечатва своя „Рибен Буквар“
- Осъществено е преливане на кръв от човек на човек.
- Български патриоти започват първи стъпки за създаване на независима църква, гонейки гръцкия духовник Методи във Враца.

## Родени
- Владимир Черкаски, руски юрист и държавник
- Драган Манчов, български книжовник
- Никола Козлев, български книжовник и революционер
- 8 януари – Уилки Колинс,
- 21 януари – Томас Стоунуол Джаксън, генерал от Армията на Конфедерацията по време на Американската гражданска война
- 2 март – Бедржих Сметана, чешки композитор
- 26 юни – Уилям Томсън, Английски физик
- 4 септември – Антон Брукнер, Композитор
- 16 септември – Пьотър Алабин, руски общественик
- Аристотелис Валаоритис, гръцки писател
- Константин Петкович, български славист, публицист и поет; руски дипломат и преводач

## Починали
- 10 януари – Томас Едуард Боудич, английски изследовател
- 19 април – Джордж Байрон, британски поет